# Mujeres asesinas
 (срп. Жене убице) мексичка је телевизијска серија. Творевина продукцијских кућа Телевиса и Mediamates, снимана током 2008. и 2010.
Извршни продуцент серије је Педро Торес, а иста представља римејк истоимене аргентинске серије.

## Синопсис
Жене убице је серија која приказује мрачну страну жена које су малтретиране и на крају постанју окрутне убице. Серија показује како насиље и смрт превазиђе женски ум. Серија је богата психолошким истраживањима о начинима и доказима да мржња може жену да претвори у убицу.
Свака епизода приказује различите приче о жени која је починила убиство. Ове жене су мотивисане љубављу, мржњом, незадовољством, осветом, лудилом, очајем, страхом, бесом. Доктор Софија Капељан и њен тим стручњака покушава да реши убиства које су починиле жене.

## Прва сезона
Прва сезона је трајала од 17. јуна до 23. јула 2008. Почела је са епизодом „Соња, бездушна (Sonia, desalmada)“ коју глуми Летисија Калдерон.
У централном делу града Мексико налазимо Софију Капелан која ради за Одељење за истраге специјалних случајева жена, то је агенција која је задужена за решавање злочина. Ова агенција суочава и решава бруталне злочине у којима су жене жртве или убице. Софија ће се наћи пред врло тешким задацима, наиме њени клијенти су жене које премишљају да учине убиство над супругом, дечком, или љубавником. Поменута агенција је одговорна за проналажење одговора, потребно је да разумеју и помогну овим женама које су криве, или просто су жртве њихове судбине. Слоган ове сезоне је био „Не дозволи да твоја супруга гледа ово“.

## Улоге
| Глумац            | Наслов епизоде (на Српском) |
| ----------------- | --------------------------- |
| Летисија Калдерон | „Соња, бездушна“            |
| Иран Кастиљо      | „Моника, опкољена“          |
| Исела Вега        | „Маргарита, отровна“        |
| Алехандра Барос   | „Џесика, токсична“          |
| Најлеа Норвинд    | „Марта, загушљива“          |
| Наталија Есперон  | „Клаудија, резачица“        |
| Дамајанти Квинтар | „Патрисија, осветница“      |
| Лусија Мендез     | „Кандида, понадана“         |
| Марија Рохо       | „Емилија, куварица“         |
| Итати Кантарол    | „Сандра, отимачица“         |
| Данијела Ромо     | „Кристина, бунтовна“        |
| Сесилија Суарез   | „Ана, корозивна“            |
| Вероника Кастро   | „Ема, кројачица“            |

## Друга сезона
Друга сезона је почела 14. јула, са епизодом „Клара, маштовита (Clara, fantasiosa)", коју глуми Едит Гонсалес. Друга сезона се завршила 25. августа 2009. у епизоди „Кармен, почашћена (Carmen, honrada)", коју глуми Кармен Салинас. Уводну нумеру друге сезоне је отпевала Глорија Треви. Слоган сезоне био је „Зашто ти супруга ово гледа?“. А прича се наставља решавањем убистава, које и даље чине жене.

## Улоге
| Глумац                                                 | Наслов епизоде (на Српском) |
| ------------------------------------------------------ | --------------------------- |
| Едит Гонзалез                                          | „Клара, маштовита“          |
| Патрисија Навидад Галилеа Монтихо Ана Бренда Контрерас | „Гаридове, похлепне“        |
| Шерлин                                                 | „Лаура, збуњена“            |
| Кариме Лозано Елса Петраки                             | „Ана и Паула, бесне“        |
| Данијела Кастро                                        | „Роса, наследница“          |
| Патрисија Рејес Еспиндола                              | „Тита Гарза, преварантица“  |
| Анхелика Вале Анхелика Марија                          | „Хулија, скривајућа“        |
| Анђелик Бојер                                          | „Соледад, заробљена“        |
| Нурија Багез                                           | „Офелија, заљубљена“        |
| Адријана Фонсека                                       | „Сесилија, забрањена“       |
| Марија Сорте                                           | „Марија, рибарица“          |
| Сусана Гонзалес                                        | „Тере, неповерљива“         |
| Кармен Салинас                                         | „Кармен, часна“             |

## Трећа сезона
Трећа сезона почела је 21. септембра 2010, са епизодом „Ирма, рибарска (Irma, de los peces)“, коју глуми Жаклин Бракамонтес и завршила се епизодом „Лос Коћутакас, предузетнице (Las Cotuchas, empresarias)“ у којој главне улоге налазимо Марију Рохо, Патрсију Пељисер и Патрисију Рејес Еспиндолу. У САД серија је премијерно приказивана 13. јануара 2010 са епизодом „Лус, неодољива(Luz, arrolladora)“ у којој глуме Хисел Блондет и Синтија Клитбо. Уводна песма треће сезоне била је нумера „Con Las Manos Atadas“, коју је отпевала група Yuri.
Слоган за трећу сезону је био „Понекад срце разговара крвљу“. Међутим, у САД, слоган је био „Трећи пут највише боли“.

## Улоге
| Глумац                                              | Наслов епизоде (на српском)   |
| --------------------------------------------------- | ----------------------------- |
| Жаклин Бракамонтес                                  | „Ирма, рибља“                 |
| Росио Банкелс                                       | „Елена, заштитница“           |
| Зурија Вега                                         | „Азусена, ослобођена“         |
| Јоланда Андраде Алеида Нуњез                        | „Елвира и Мерседес, праведне“ |
| Дулсе Марија                                        | „Елијана, сестра“             |
| Дијана Брачо Маите Перони Луз Марија Агилар         | „Бланкове, удовице“           |
| Ана Берта Еспин                                     | „Телма, нестрпљива“           |
| Белинда Исабела Камил                               | „Анет и Ана, племкиње“        |
| Кика Едгар                                          | „Паула, играчица“             |
| Аислин Дербес                                       | „Марта, манипулаторка“        |
| Доминика Палета                                     | „Марија, фанатична“           |
| Синтија Клитбо Хисел Блондет                        | „Лус, неодољива“              |
| Летисија Пердигон                                   | „Меги, пензионерка“           |
| Патрисија Рејес Еспиндола Марија Рохо Пилар Пиљасер | „Котућове, предузетнице“      |
| Вилијам Леви                                        | Гроф Фонси                    |

## Награде
| Година: | Категорија:                      | Резултат: |
| ------- | -------------------------------- | --------- |
| 2009.   | Најбоља серија урађена у Мексику | Добитници |
| 2009.   | Најбоља телевизијска серија      | Добитници |
| 2010.   | Најбоље учешће у серији          | Добитница |
| 2010.   | Најбоља серија                   | Добитници |
| 2011.   | Најбоља серија                   | Добитници |
| 2011.   | Најбоље учешће у серији          | Добитници |